# 152e division (Espagne)
Pour les articles homonymes, voir 152e division.
La 152e division est une division de l'Armée franquiste qui a combattu durant la Guerre civile espagnole. L'unité, commandée par le général Ricardo Rada, s'est notamment distinguée dans la bataille de l'Èbre.

## Histoire
L'unité est créée en juin 1937, dans le protectorat espagnol marocain. Elle est essentiellement composée de Marocains de l'Armée d'Afrique. Elle est d'abord organisée en Afrique avant d'être déplacée vers la péninsule en Estrémadure. La 152e division, considérée comme une unité de choc, établit son quartier général à Cáceres et compte 9 008 soldats au mois d'août. Le commandement est assuré par le général de brigade Ricardo Rada.
Au printemps 1938, la division défend ses positions sur la rive droite du Sègre. Pendant l'offensive de Balaguer (en), elle est déplacée vers le front de Tremp-Sort et intervient dans la défense de la tête de pont de Tremp avec la 150e division (es).
Attachée au corps d'armée d'Aragon, la division est envoyée en renfort sur le front de l'Èbre, pour ralentir l'offensive républicaine. Elle est ensuite rattachée au corps d'armée marocain (es), et prend part aux contre-attaques franquistes.
L'unité est dissoute à la fin de la guerre.